# Svenska Epilepsiförbundet
Svenska Epilepsiförbundet är en svensk funktionsrättsorganisation för personer med epilepsi och deras anhöriga. Förbundet bildades 1954 och har 5 000 medlemmar och ca 50 lokalföreningar. Ungdomssektionen är till för personer mellan 20 och 30 år.
Organisationen arbetar bland annat med informera och motverka fördomar, främja bättre vård och effektiv rehabilitering för personer med epilepsi.
Epilepsiförbundet ingår i Funktionsrätt Sverige samt i International Bureau for Epilepsy (IBE) och är medlem i ABF och KFO. 
Förbundets styrelse väljs på förbundets kongress vart tredje år. Ordförande är Chatrine Pålsson Ahlgren. Förbundet har ett kansli på riksnivå med tre anställda och är beläget i Sundbyberg, Stockholm.
Förbundet ger ut en medlemstidning, Svenska Epilepsia, fyra gånger om året.